# Saint-Martin-d'Entraunes
 Saint-Martin-d'Entraunes  es una población y comuna francesa, en la región de Provenza-Alpes-Costa Azul, departamento de Alpes Marítimos, en el distrito de Niza y cantón de Guillaumes.

## Demografía
| 177 | 172 | 115 | 113 | 113 | 88 |
| Para los censos de 1962 a 1999 la población legal corresponde a la población sin duplicidades (Fuente: INSEE [Consultar]) |     |     |     |     |    |